# Slangehalsfugle
Slangehalsfugle (Anhingidae) er en familie af ordenen Suliformes, der blot indeholder fire arter i slægten Anhinga.

## Klassifikation
- Familie Slangehalsfugle Anhingidae (Brisson, 1760)
  - Amerikansk slangehalsfugl, Anhinga anhinga
  - Indisk slangehalsfugl, Anhinga melanogaster
  - Afrikansk slangehalsfugl, Anhinga rufa
  - Australsk slangehalsfugl, Anhinga novaehollandiae